# Ameerega cainarachi
Ameerega cainarachi – gatunek płaza bezogonowego z rodziny drzewołazowatych (Dendrobatidae). 

## Występowanie
Endemit Peru. Można go spotkać tylko na kilku stanowiskach w regionie San Martín. Stwierdzany był w przedziale wysokości 215–1051 m n.p.m. Być może jego zasięg jest większy, niż się sądzi. Zamieszkuje pierwotne i w małym stopniu zdegradowane lasy, głównie nizinne; występuje tylko w pobliżu strumieni.